# Hugo Steinbach

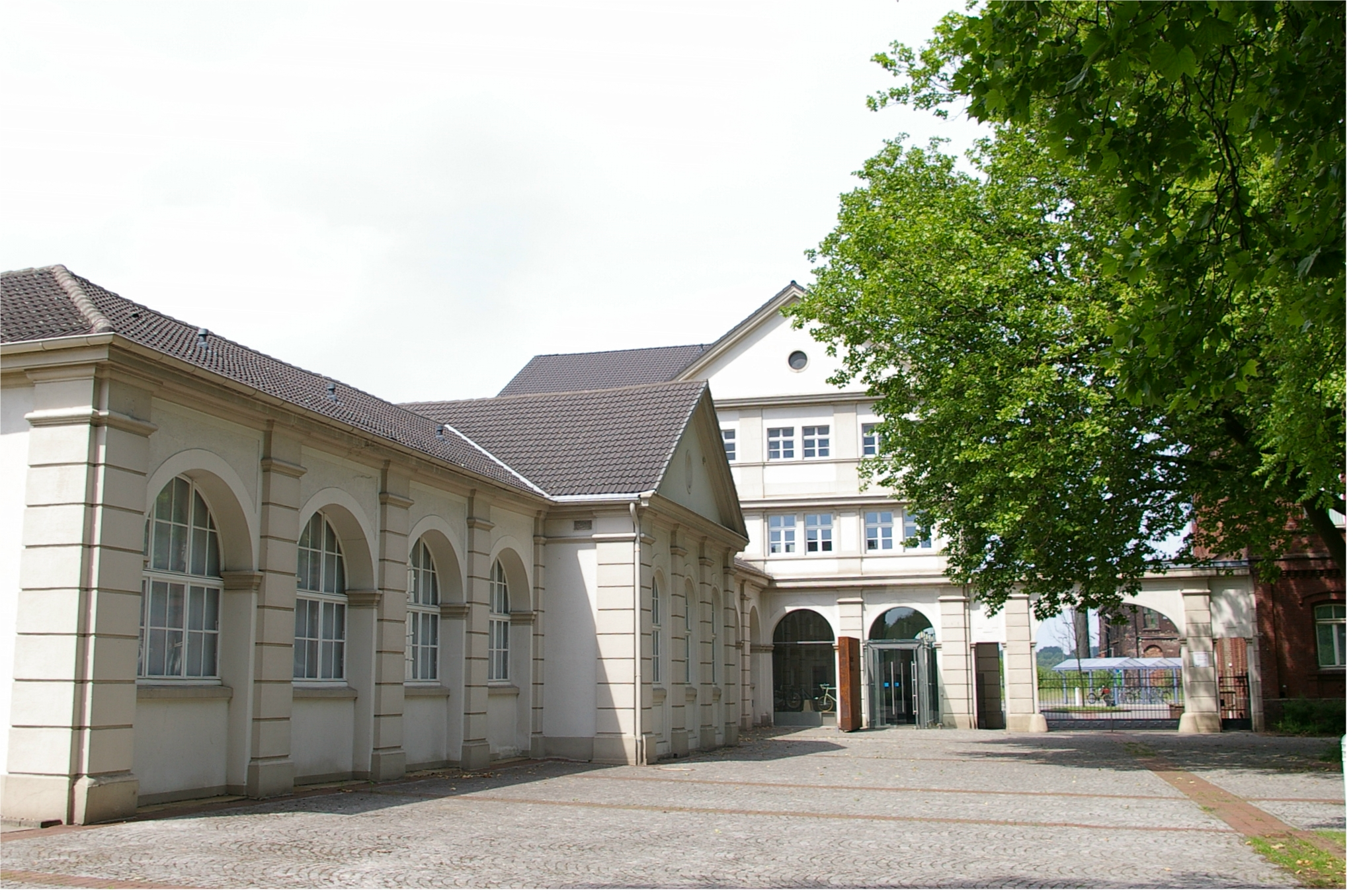
Torhaus am Tor 1 der Westfalenhütte, heute Hoesch-Museum (1912)

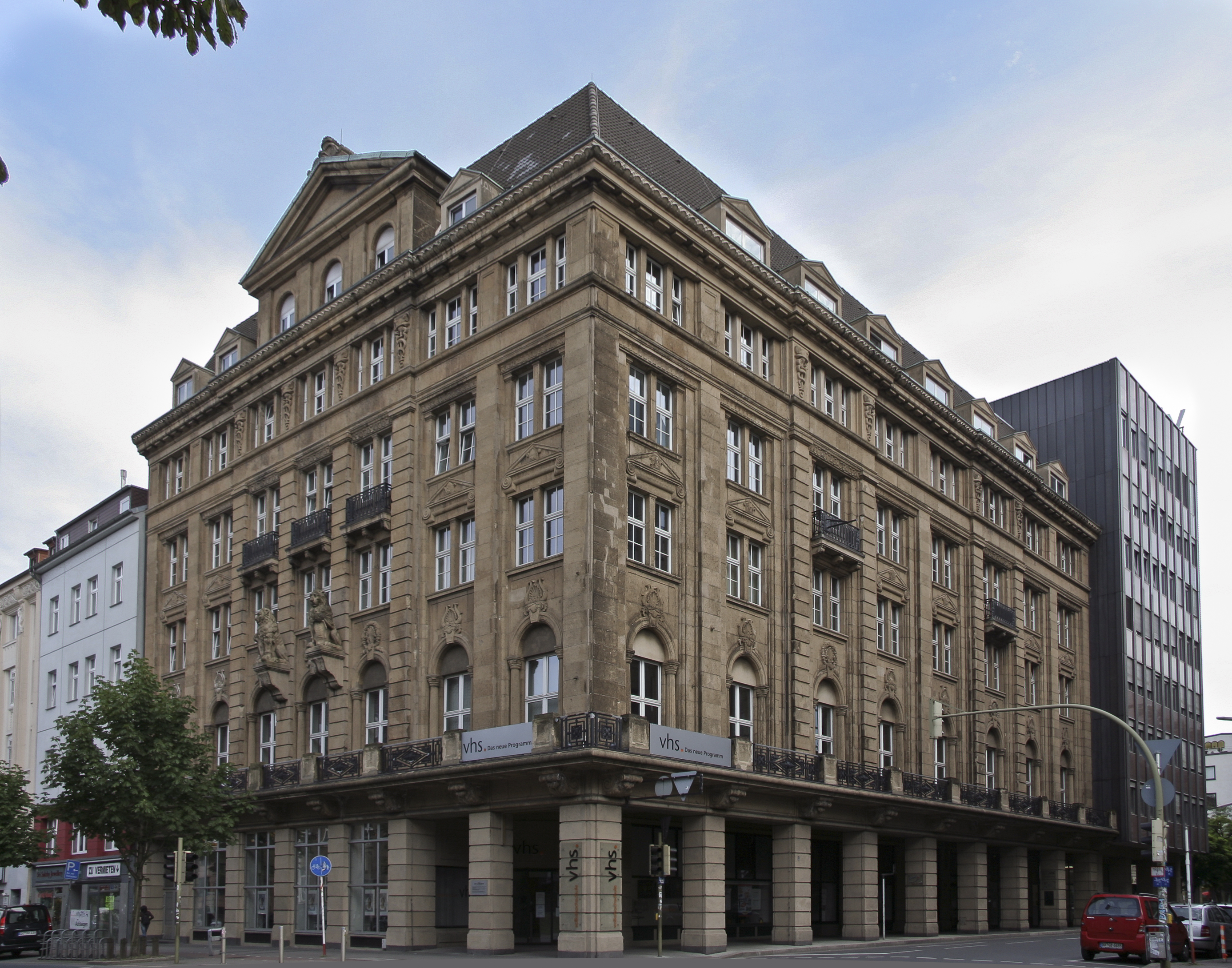
Löwenhof (1912)

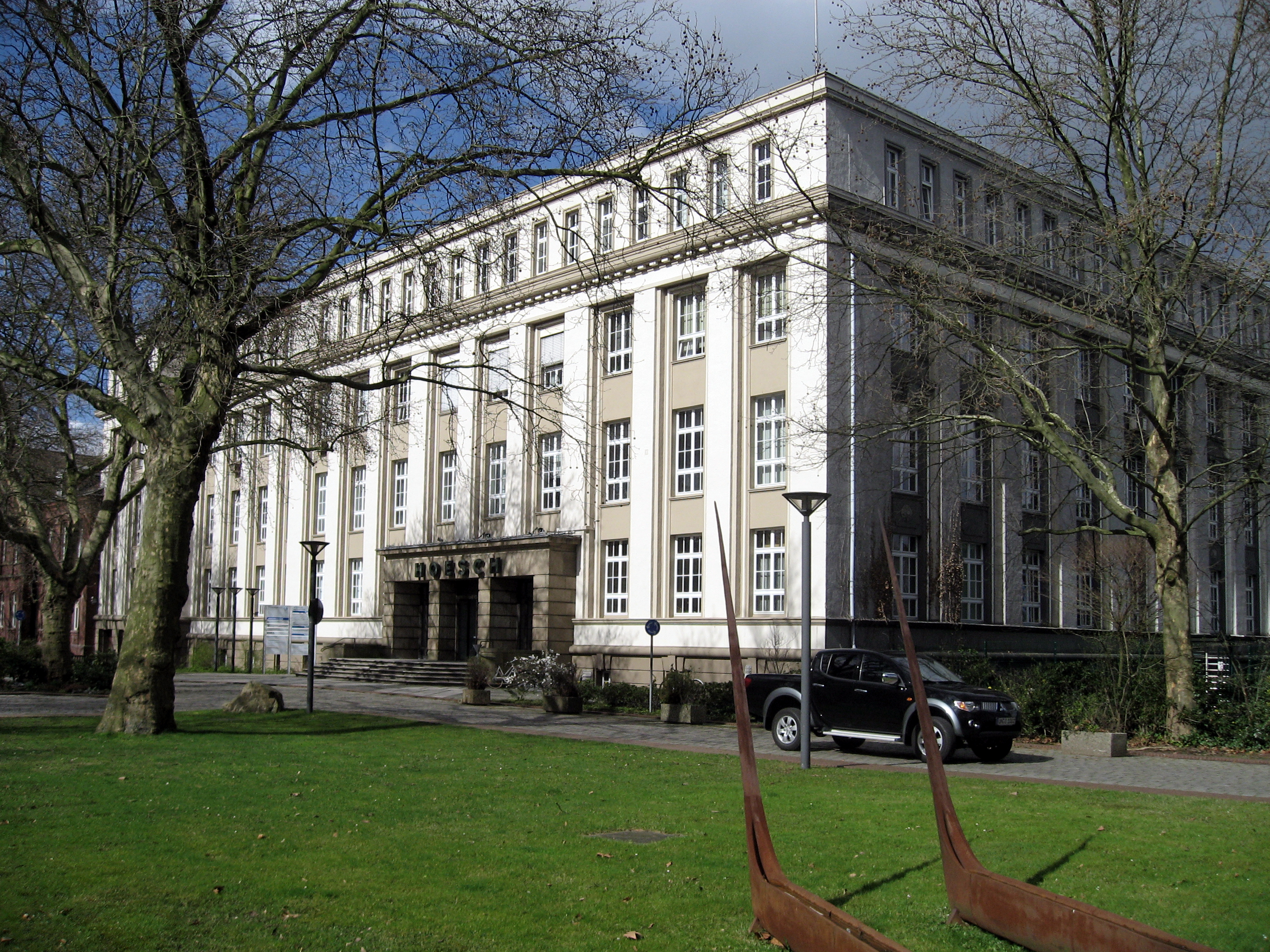
Hoesch-Hauptverwaltung (1912–1914)

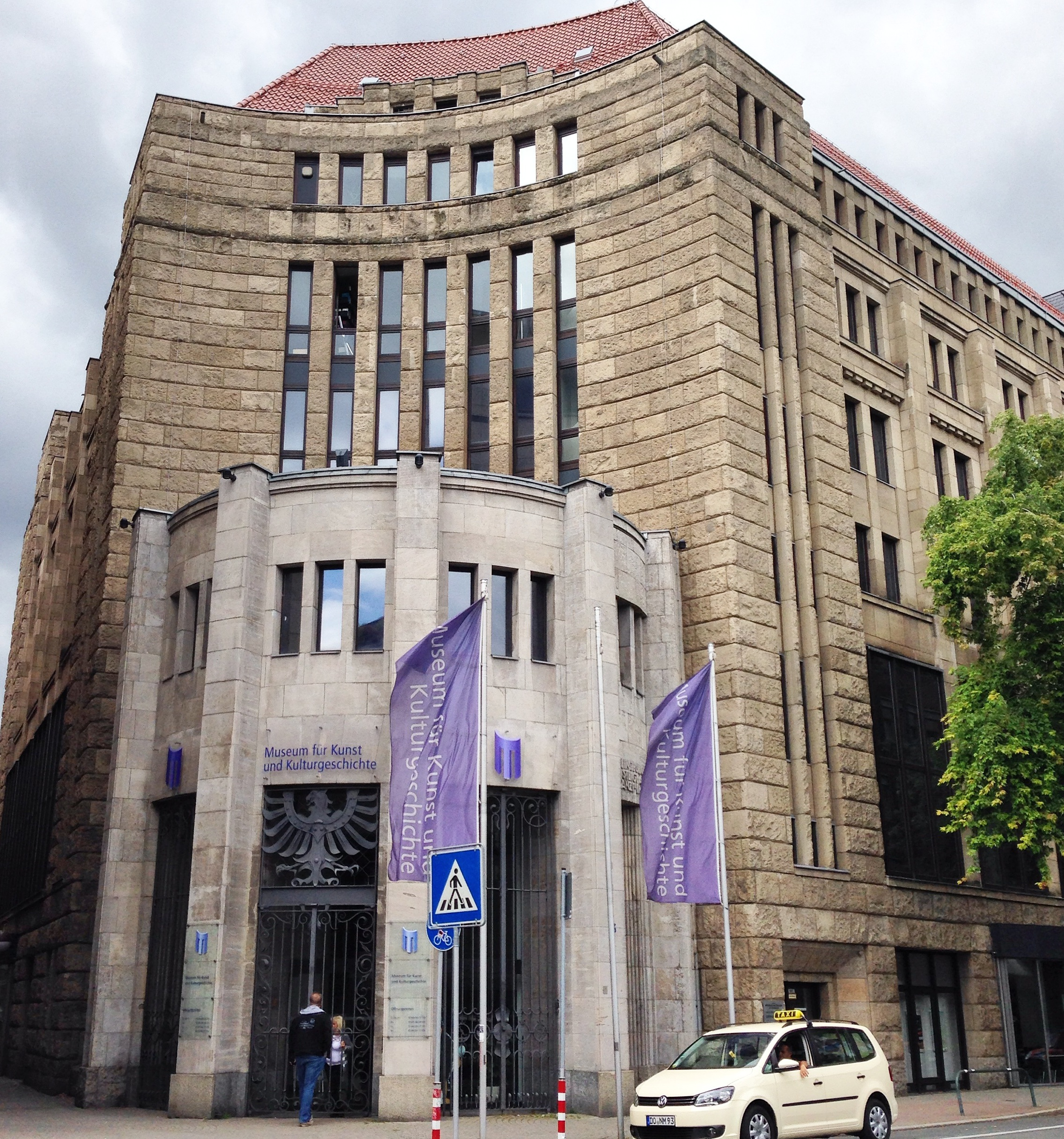
Stadtsparkasse (1921–1924)

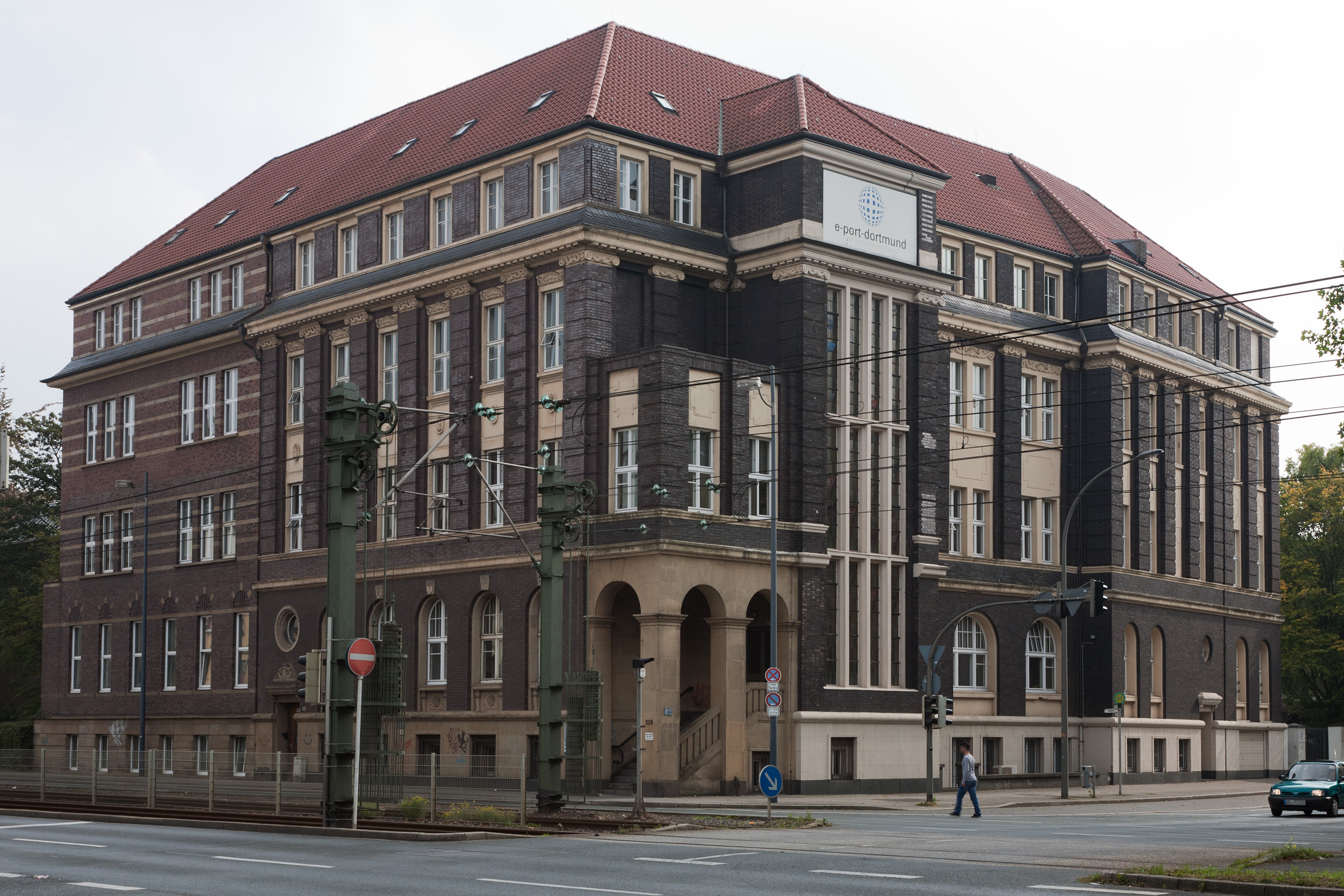
WTAG-Verwaltungsgebäude (1912–1913)

Peter Hugo Steinbach (* 6. März 1873 in Heimersheim, Kreis Ahrweiler, „in der Idienmühle“; † nach 1927) war ein deutscher Architekt.

## Leben
Hugo Steinbach war der Sohn des Schreiners Joseph Steinbach. Er besuchte die Baugewerkschule Köln, die Abschlussprüfung absolvierte er im Wintersemester 1893. Nach einigen Jahren als Angestellter in den Architekturbüros von Caspar Clemens Pickel in Düsseldorf und Ernst Marx in Dortmund, machte er sich 1901 in Dortmund selbständig. Bis 1915 arbeitete er mit dem Architekten Paul Lutter zusammen. Spätestens nach dem Ersten Weltkrieg war Steinbach Mitglied des Bundes Deutscher Architekten (BDA) und des Westfälischen Architekten- und Ingenieurvereins zu Dortmund, zu dieser Zeit firmierte er unter der Bezeichnung Planstätte Löwenhof.

## Bauten
(unvollständig, bis 1915 alle in Urheberschaft Steinbach und Lutter)
- 1907–1908: Wohn- und Geschäftshaus in Dortmund, Westenhellweg 23
- vor 1910: Wohn- und Geschäftshaus mit Schwanen-Apotheke in Dortmund, Westenhellweg 24
- um 1910: Gebäude für die Rheinisch-Westfälische Disconto-Gesellschaft in Dortmund, Südwall
- 1910: Gästehaus, sog. Hüttenschänke der Westfalenhütte (Eisen- und Stahlwerk Hoesch AG) in Dortmund, Springorumstraße
- 1910–1911: Erweiterungsbau der Gesellschaft „Casino“ in Dortmund, Olpe
- 1911–1913: Büro- und Geschäftshaus der C. L. Krüger GmbH mit Cabaret Jungmühle und Krüger-Passage in Dortmund, zwischen Westenhellweg und Kampstraße
- 1912: Torhaus am Tor 1 der Westfalenhütte (Eisen- und Stahlwerk Hoesch AG), heute Hoesch-Museum, in Dortmund, Eberhardstraße
- 1912: Büro- und Geschäftshaus Löwenhof (heute Sitz der Volkshochschule Dortmund) in Dortmund, Königswall 12 / Hansastraße
- 1912?: Wohn- und Geschäftshaus in Dortmund, Westenhellweg 83
- 1912–1913: Verwaltungsgebäude für die Westfälische Transport-Actien-Gesellschaft (WTAG), sog. Haus der Schiffahrt, in Dortmund, Mallinckrodtstraße / Speestraße
- 1912–1914: Hauptverwaltung der Eisen- und Stahlwerk Hoesch AG in Dortmund, Eberhardstraße (nach Kriegszerstörung verändert)
- vor 1913: Wohn- und Geschäftshaus Wiechers in Dortmund
- 1914: Umgestaltung des Löwendenkmals in Dortmund
- um 1914: Geschäftshaus der Adler-Apotheke in Dortmund, Markt
- vor 1915: Wohnhaus für den Fabrikanten Ernst Willmann in Dortmund
- um 1916: Fabrikgebäude der Concordia Elektrizitäts-AG (CEAG) in Dortmund, Münsterstraße / Eberstraße
- 1921–1924: Büro- und Geschäftshaus der Stadtsparkasse (seit 1983 Museum für Kunst und Kulturgeschichte Dortmund) in Dortmund, Hansastraße 3 / Museumsgasse[1]
- 1922: Entwurf eines Erweiterungsbaus der Villa Brand in Dortmund
- 1922: Entwurf für eine Niederlassung der Eisen- und Stahlwerk Hoesch AG in Kassel
- 1923–1924: Umbau der Commerz- und Privatbank AG in Gelsenkirchen, Neumarkt
- 1928: Einfamilienhaus in Münster, Prozessionsweg 421